# Nekrolog 3. Quartal 1912
Nekrolog
◄◄
| ◄
| 1908
| 1909
| 1910
| 1911
| 1912 | 1913 | 1914 | 1915 | 1916 | ► | ►►
1. Quartal |
2. Quartal |
3. Quartal |
4. Quartal 1912
Weitere Ereignisse | Allgemeiner Nekrolog 1912
Die Beschreibung der verstorbenen Person sollte so kurz wie möglich gehalten sein und nur deren signifikante Tätigkeit(en) enthalten.
Neue Namen ggf. auch unter dem Geburts- und Sterbedatum, also etwa unter 1. Januar und im Geburts- und Sterbejahr (2024) eintragen (nur bei entsprechender großer Wichtigkeit). Für Beispiele siehe die schon vorhandenen Artikel.
Außerdem über die fünf zuletzt Verstorbenen, zu denen es einen ausreichend guten Artikel für eine Präsentation auf der Hauptseite gibt, nach der todesbedingten Überarbeitung der Artikel ggf. auch unter Wikipedia Diskussion:Hauptseite informieren und sie am besten auch in den anderen Wikipedia-Sprachversionen eintragen. Tipp: Regelmäßig bei news.google.de nach „ist tot“, „gestorben“ oder „verstorben“ suchen.
Wenn eine Person gestorben ist, gibt es viele Seiten zu dieser Person in der Wikipedia, die davon auch betroffen sind und entsprechend aktualisiert werden müssen. Beispiele: Namenübersichtsseite, Geburtsjahr, Geburtsort-Seiten und viele mehr.
Wie finde ich die betroffenen Seiten?
Im Suchfeld auf der linken Seite gibt man den Suchbegriff so ein: „Vorname Nachname“. Dann klickt man auf Volltext und alle Seiten mit entsprechendem Suchtext werden aufgerufen. Hier sieht man dann schnell, wo auch das Todesjahr Sinn macht oder sogar ein Teil des Artikels angepasst werden muss. Auch hilft das „Werkzeug“ auf der linken Seite sehr gut, um solche Seiten aufzufinden: „Links auf diese Seite“. Somit ist die Wikipedia wieder aktuell in allen Bereichen! Hinweis: bei Eintragung der Kategorie „Gestorben JAHR“ wird der Missbrauchsfilter 49 ausgelöst, was jedoch nicht schlimm ist. Siehe: Spezial:Missbrauchsfilter/49
Dies ist eine Liste von im dritten Quartal 1912 verstorbenen bekannten Persönlichkeiten. Die Einträge erfolgen innerhalb der einzelnen Daten alphabetisch sortiert. Tiere sind im Nekrolog für Tiere zu finden.

## Juli
| Tag      | Name                                          | Beruf, bekannt als                                                                                 | Alter | Beleg |
| -------- | --------------------------------------------- | -------------------------------------------------------------------------------------------------- | ----- | ----- |
| 1. Juli  | Hugh J. Chisholm                              | kanadischer Unternehmer                                                                            | 65    |       |
| 1. Juli  | Otto Lyon                                     | deutscher Pädagoge                                                                                 | 59    |       |
| 1. Juli  | Harriet Quimby                                | erste US-amerikanische Pilotin                                                                     | 37    |       |
| 2. Juli  | George Bell Swift                             | US-amerikanischer Politiker                                                                        | 66    |       |
| 2. Juli  | Melvin Vaniman                                | US-amerikanischer Fotograf, Aeronaut und Pionier der Luftfahrt                                     | 45    |       |
| 4. Juli  | Joannes Chatin                                | französischer Zoologe und Botaniker                                                                | 64    |       |
| 4. Juli  | Emil Stang                                    | norwegischer konservativer Politiker, Mitglied des Storting und Jurist                             | 78    |       |
| 4. Juli  | Hinrich Wrage                                 | deutscher Landschaftsmaler und Grafiker                                                            | 69    |       |
| 5. Juli  | George R. Malby                               | US-amerikanischer Jurist und Politiker                                                             | 54    |       |
| 6. Juli  | Karl zu Carolath-Beuthen                      | freier Standesherr und Politiker                                                                   | 67    |       |
| 6. Juli  | Reinhold Fellenberg                           | deutscher Militärmusiker, Stabstrompeter, Komponist und Karnevalist                                | 64    |       |
| 7. Juli  | Arthur Hobrecht                               | deutscher und Politiker (NLP), MdR                                                                 | 87    |       |
| 7. Juli  | Paul Kummer                                   | deutscher evangelischer Geistlicher, Lehrer und Mykologe                                           | 77    |       |
| 7. Juli  | S. Addison Oliver                             | US-amerikanischer Politiker                                                                        | 78    |       |
| 8. Juli  | Othmar Brioschi                               | österreichisch-italienischer Landschaftsmaler                                                      | 57    |       |
| 8. Juli  | Karl Theodor Gaedertz                         | Literaturhistoriker                                                                                | 57    |       |
| 9. Juli  | Joseph Disse                                  | deutscher Anatom und Histologe                                                                     | 59    |       |
| 9. Juli  | Bernard Neteler                               | deutscher katholischer Theologe                                                                    | 90    |       |
| 10. Juli | Adolf Deucher                                 | Schweizer Politiker                                                                                | 81    |       |
| 10. Juli | William Herring                               | US-amerikanischer Lehrer, Schulleiter, Jurist, Bergbaubetreiber und Politiker                      | 79    |       |
| 11. Juli | Ferdinand Monoyer                             | französischer Augenarzt                                                                            | 76    |       |
| 11. Juli | Emil Richter                                  | deutscher Kunstgärtner                                                                             | 89    |       |
| 12. Juli | Ludwig Winter                                 | deutscher Botaniker und Gartenarchitekt                                                            | 65    |       |
| 13. Juli | Ernst Goll                                    | österreichischer Dichter                                                                           | 25    |       |
| 13. Juli | Marc-Emile Ruchet                             | Schweizer Politiker                                                                                | 58    |       |
| 13. Juli | Robert Stock                                  | Pionier der Telekommunikation und Berliner Unternehmer                                             | 54    |       |
| 14. Juli | Mia Holm                                      | deutsche Schriftstellerin                                                                          | 66    |       |
| 15. Juli | Francisco Lázaro                              | portugiesischer Marathonläufer                                                                     | 21    |       |
| 16. Juli | Johann Rathausky                              | österreichischer Bildhauer                                                                         | 53    |       |
| 17. Juli | Bronisław Abramowicz                          | polnischer Maler                                                                                   | ≈75   |       |
| 17. Juli | Franz Krüger                                  | deutscher Bildhauer                                                                                | 63    |       |
| 17. Juli | Gerhard Loeschcke                             | deutscher evangelischer Theologe und Kirchenhistoriker                                             | 32    |       |
| 17. Juli | Henri Poincaré                                | französischer Mathematiker und Theoretischer Physiker                                              | 58    |       |
| 17. Juli | Willem Frederik Rochussen                     | niederländischer Diplomat und Politiker, Außenminister                                             | 79    |       |
| 18. Juli | Jakob Heierli                                 | Schweizer Prähistoriker                                                                            | 58    |       |
| 18. Juli | Henry Poehler                                 | US-amerikanischer Politiker                                                                        | 78    |       |
| 18. Juli | Gideon Spicker                                | deutscher Religionsphilosoph und Mitglied des Kapuzinerordens                                      | 72    |       |
| 20. Juli | Otto Bruenauer                                | österreichischer Maler                                                                             | 34    |       |
| 20. Juli | Andrew Lang                                   | schottischer Schriftsteller                                                                        | 68    |       |
| 20. Juli | Walter C. Newberry                            | US-amerikanischer Politiker                                                                        | 76    |       |
| 21. Juli | Anton Paul Heilmann                           | österreichischer Maler und Illustrator                                                             | 62    |       |
| 21. Juli | Charles H. Page                               | US-amerikanischer Politiker                                                                        | 69    |       |
| 21. Juli | Thomas Wharton Phillips                       | US-amerikanischer Politiker                                                                        | 77    |       |
| 21. Juli | Hermann Vollrath                              | deutscher Ingenieur und Industrieller                                                              | 72    |       |
| 22. Juli | Stanislaus von Kurnatowski                    | polnischer Rittergutsbesitzer und Politiker, MdR                                                   | 89    |       |
| 23. Juli | Haldor Boen                                   | US-amerikanischer Politiker                                                                        | 61    |       |
| 23. Juli | Alphonse Lavallée-Smith                       | kanadischer Komponist, Organist und Musikpädagoge                                                  | 39    |       |
| 23. Juli | Reinhard Möller                               | deutscher bildender Künstler                                                                       | 56    |       |
| 23. Juli | Dionysius Will                                | französisch-deutscher Geistlicher und Politiker, MdR                                               | 44    |       |
| 24. Juli | Emma Cons                                     | englisch-britische Unternehmerin, Sozialreformerin, Theaterleiterin und Frauenwahlrechtsaktivistin | 74    |       |
| 24. Juli | James A. Norton                               | US-amerikanischer Politiker                                                                        | 68    |       |
| 24. Juli | Addison Peale Russell                         | US-amerikanischer Zeitungsmann, Politiker und Schriftsteller                                       | 85    |       |
| 25. Juli | Paul Randebrock                               | deutscher Bergingenieur, Bergbau-Manager und Verbandspolitiker                                     | 55    |       |
| 25. Juli | William A. Richards                           | US-amerikanischer Politiker                                                                        | 63    |       |
| 26. Juli | Alexander von Bilderling                      | russischer General deutsch-baltischer Herkunft                                                     | 66    |       |
| 26. Juli | Anton Gutsch                                  | deutscher Mediziner                                                                                | 87    |       |
| 26. Juli | Victor Alexander von Otto                     | deutscher Jurist und Politiker, Justizminister und Ministerpräsident im Königreich Sachsen         | 60    |       |
| 27. Juli | Maria vom Leiden unseres Herrn Jesus Christus | italienische Selige und Mystikerin                                                                 | 45    |       |
| 29. Juli | Hans Bergler                                  | österreichischer Schriftsteller                                                                    | 53    |       |
| 29. Juli | Theodor Distel                                | deutscher Jurist und Archivar                                                                      | 63    |       |
| 29. Juli | Otto von Schimmelpfennig                      | deutscher Theaterschauspieler und -intendant                                                       | 74    |       |
| 29. Juli | William D. Washburn                           | amerikanischer Politiker                                                                           | 81    |       |
| 29. Juli | Michael Wildegger                             | deutscher Geistlicher und Politiker (Zentrum), MdR                                                 | 85    |       |
| 30. Juli | Anton Fischer                                 | Erzbischof des Erzbistums Köln                                                                     | 72    |       |
| 30. Juli | Meiji                                         | japanischer Tennō                                                                                  | 59    |       |
| 30. Juli | Edmund von Neusser                            | österreichischer Internist                                                                         | 59    |       |
| 30. Juli | Friedrich Schulze                             | deutscher Architekt und preußischer Baubeamter                                                     | 69    |       |
| 31. Juli | Allan Octavian Hume                           | schottischer Ornithologe, Theosoph und Politiker                                                   | 83    |       |

## August
| Tag        | Name                               | Beruf, bekannt als                                                                         | Alter | Beleg |
| ---------- | ---------------------------------- | ------------------------------------------------------------------------------------------ | ----- | ----- |
| 1. August  | Paul Drews                         | deutscher evangelisch-lutherischer Theologe und Pfarrer                                    | 54    |       |
| 1. August  | Johann Mörk von Mörkenstein        | österreichisch-ungarischer General der Infanterie                                          |       |       |
| 2. August  | Franz Rietzsch                     | deutscher Mathematiker und Gymnasiallehrer                                                 | 73    |       |
| 2. August  | Heinrich Sontheim                  | deutscher Sänger (Tenor)                                                                   | 92    |       |
| 3. August  | Jethro A. Hatch                    | US-amerikanischer Politiker                                                                | 75    |       |
| 5. August  | Hans Schreib                       | deutscher Chemiker und Fabrikdirektor                                                      |       |       |
| 5. August  | Erich Wilisch                      | deutscher Gymnasiallehrer und Klassischer Philologe                                        | 69    |       |
| 6. August  | Henry Alcock                       | australischer Unternehmer und Autor                                                        | 88    |       |
| 6. August  | Ernst Becker                       | deutscher Astronom                                                                         | 68    |       |
| 6. August  | Julio Herrera y Obes               | Präsident Uruguays                                                                         | 71    |       |
| 6. August  | Christian Rogge                    | deutscher evangelischer Geistlicher und Generalsuperintendent der Rheinprovinz (1911–1912) | 48    |       |
| 7. August  | Robert Holford Macdowall Bosanquet | britischer Astronom                                                                        | 71    |       |
| 7. August  | François-Alphonse Forel            | Schweizer Arzt, Naturforscher und Gründer der Limnologie                                   | 71    |       |
| 7. August  | Franz Hartmann                     | deutscher Theosoph und Autor von esoterischen Werken                                       | 73    |       |
| 7. August  | Fritz Kleinhempel                  | deutscher Plakatkünstler und Designer                                                      | 50    |       |
| 7. August  | Franz Linnig                       | rheinischer Provinzialschulrat und Schulbuch-Autor                                         | 79    |       |
| 7. August  | Giovannes Mathis                   | rätoromanischer Schriftsteller, Romancier und Poet                                         | 88    |       |
| 8. August  | Cincinnatus Leconte                | haitianischer Politiker und Präsident von Haiti                                            | 57    |       |
| 8. August  | Richard Vahsel                     | deutscher Kapitän und Polarforscher                                                        | 44    |       |
| 9. August  | Cándida María de Jesús             | spanische Ordensschwester, Gründerin der Kongregation der Hijas de Jesus (Jesuitinas)      | 67    |       |
| 9. August  | Joseph Dimsdale                    | britischer Politiker, Abgeordneter des House of Commons, Lord Mayor of London              | 63    |       |
| 9. August  | Julius Fischel                     | Rechtsanwalt und Justizrat, Ehrenbürger von Koblenz                                        | 93    |       |
| 9. August  | William H. Gest                    | US-amerikanischer Politiker                                                                | 74    |       |
| 10. August | Frederick Brendel                  | US-amerikanischer Botaniker und Meteorologe deutscher Herkunft                             | 92    |       |
| 10. August | Jules Calame                       | Schweizer Politiker                                                                        | 60    |       |
| 10. August | Wilhelm Lang                       | württembergischer Oberamtmann                                                              | 59    |       |
| 10. August | Ludwig Leichner                    | deutscher Opernsänger und Kosmetik-Fabrikant                                               | 76    |       |
| 10. August | Paul Wallot                        | deutscher Architekt und Hochschullehrer                                                    | 71    |       |
| 12. August | Gustav von Elben                   | deutscher Jurist und Politiker                                                             | 79    |       |
| 13. August | Horace Howard Furness              | US-amerikanischer Literaturwissenschaftler                                                 | 78    |       |
| 13. August | Octavia Hill                       | britische Sozialreformerin und Begründerin des The National Trust                          | 73    |       |
| 13. August | Jules Massenet                     | französischer Opernkomponist                                                               | 70    |       |
| 13. August | William Mauldin                    | US-amerikanischer Politiker                                                                | 67    |       |
| 13. August | John M. Wiley                      | US-amerikanischer Politiker                                                                | 66    |       |
| 14. August | Elisabeth von Sachsen              | Prinzessin von Savoyen-Carignan und später Herzogin von Genua                              | 82    |       |
| 15. August | Pio Alberto del Corona             | italienischer Geistlicher, Bischof von San Miniato                                         | 75    |       |
| 15. August | Herbert Schröder-Stranz            | deutscher Offizier und Polarforscher                                                       | 28    |       |
| 15. August | Charles Warren Stone               | US-amerikanischer Politiker                                                                | 69    |       |
| 16. August | Carl Prüssing                      | deutscher Chemiker und Unternehmer bzw. Industrie-Manager                                  | 53    |       |
| 16. August | Johann Martin Schleyer             | katholischer Priester, Lyriker, Erfinder der Kunstsprache Volapük                          | 81    |       |
| 17. August | Carl Engelke                       | deutscher Maler, Bildhauer, Gymnasial- und Hochschullehrer                                 | 77    |       |
| 17. August | Otto Jäger                         | deutscher Turnlehrer und Philosoph                                                         | 84    |       |
| 17. August | Fritz Kötter                       | deutscher Bauingenieur und Hochschullehrer                                                 | 54    |       |
| 19. August | Ludwig Passarge                    | deutscher Reiseschriftsteller, Übersetzer und Herausgeber                                  | 87    |       |
| 20. August | William Booth                      | Gründer und erster General der Heilsarmee                                                  | 83    |       |
| 20. August | Rudolf Hoernes                     | österreichischer Geologe und Paläontologe                                                  | 61    |       |
| 20. August | Jozef Samaša                       | slowakischer Kardinal und Erzbischof von Eger                                              | 83    |       |
| 21. August | Thomas Henry Dale                  | US-amerikanischer Politiker                                                                | 66    |       |
| 21. August | Arnold Kürten                      | deutscher Arzt und Sanitätsrat                                                             | 70    |       |
| 22. August | Ferdinand Emmerling                | deutscher Verwaltungsjurist                                                                | 80    |       |
| 22. August | Walther Langen                     | deutscher Bankier und Industrieller                                                        | 55    |       |
| 23. August | Carl Abegg-Arter                   | Schweizer Rohseidenhändler und Bankier                                                     | 76    |       |
| 23. August | Joseph Hürbin                      | Schweizer Historiker                                                                       | 49    |       |
| 23. August | Philip B. Low                      | US-amerikanischer Politiker                                                                | 76    |       |
| 24. August | Alfred von Berger                  | österreichischer Dramaturg, Theaterdirektor und Schriftsteller                             | 59    |       |
| 24. August | Moïse Saucier                      | kanadischer Pianist, Organist und Musikpädagoge                                            | 71    |       |
| 24. August | Alexei Sergejewitsch Suworin       | russischer Verleger, Publizist, Dramatiker und Theaterkritiker                             | 77    |       |
| 26. August | Karl Wilhelm Bauerle               | deutscher Kunstmaler                                                                       | 81    |       |
| 26. August | Edmund de la Pole, 10. Baronet     | britischer Adliger                                                                         | 68    |       |
| 26. August | Paul von Joukowsky                 | russisch-deutscher Bühnen- und Kostümbildner                                               | 67    |       |
| 26. August | José María Velasco Gómez           | mexikanischer Maler                                                                        | 72    |       |
| 27. August | Tobias Brenner                     | Meraner Baumeister                                                                         | 69    |       |
| 28. August | Ferdinand Bissing                  | badischer Historiker, Journalist und Politiker                                             | 80    |       |
| 28. August | Otto von Dulitz                    | preußischer General der Artillerie                                                         | 64    |       |
| 28. August | Wilhelm Goldbaum                   | deutsch-österreichischer Schriftsteller                                                    | 69    |       |
| 29. August | Robert Church                      | US-amerikanischer Geschäftsmann und Philanthrop                                            | 73    |       |
| 29. August | Theodor Gomperz                    | österreichischer Philosoph und Klassischer Philologe                                       | 80    |       |
| 29. August | Hugo von Schütz                    | sächsischer Jurist und Politiker                                                           | 76    |       |
| 30. August | Eleonora Ehrenberg                 | böhmische Opernsängerin                                                                    | 79    |       |
| 31. August | Jean Decazes                       | französischer Segler                                                                       | 48    |       |

## September
| Tag           | Name                            | Beruf, bekannt als                                                                           | Alter | Beleg |
| ------------- | ------------------------------- | -------------------------------------------------------------------------------------------- | ----- | ----- |
| 1. September  | Samuel Coleridge-Taylor         | englischer Komponist                                                                         | 37    |       |
| 1. September  | Rudolf Schlesinger              | deutscher Jurist                                                                             | 81    |       |
| 1. September  | Robert Wetzlar                  | deutscher Unternehmer, Geheimer Kommerzienrat                                                | 65    |       |
| 1. September  | Georg Winter                    | deutscher Archivar und Historiker                                                            | 56    |       |
| 2. September  | William Patrick Auld            | australischer Winzer, Weinhändler und Entdecker                                              | 72    |       |
| 2. September  | Charles Maurice Graham          | britischer Geistlicher                                                                       | 78    |       |
| 3. September  | Samuel Cuénoud                  | Schweizer Politiker (FDP)                                                                    | 74    |       |
| 3. September  | Nikolaus Müller                 | deutscher evangelischer Theologe und Kirchenhistoriker                                       | 55    |       |
| 3. September  | Gottlieb von Thäter             | bayerischer Generalmajor                                                                     | 65    |       |
| 4. September  | Richard John Cartwright         | kanadischer Politiker, Unterhausabgeordneter, Senator und Bundesminister                     | 76    |       |
| 4. September  | Johannes Engelmann              | baltischer Jurist                                                                            | 80    |       |
| 4. September  | William John McGee              | US-amerikanischer Geologe und Anthropologe                                                   | 59    |       |
| 5. September  | August Cramer                   | deutscher Psychiater                                                                         | 51    |       |
| 5. September  | Friedrich Dillges               | deutscher Kommunalpolitiker                                                                  | 60    |       |
| 5. September  | George Gunther                  | deutschamerikanischer Brauer                                                                 | 67    |       |
| 6. September  | Johann Heinrich Burchard        | deutscher Jurist und Politiker, MdHB, Hamburger Bürgermeister                                | 60    |       |
| 6. September  | Hermann Poelchau                | deutscher Richter und Politiker, MdHB                                                        | 95    |       |
| 7. September  | Martin Kähler                   | deutscher protestantischer Theologe, Dogmatiker                                              | 77    |       |
| 7. September  | Arthur MacArthur                | US-amerikanischer Generalleutnant und Militärgouverneur                                      | 67    |       |
| 7. September  | Taoka Reiun                     | japanischer Literatur- und Kulturkritiker                                                    | 32    |       |
| 8. September  | Martha Eitner                   | deutsche Schriftstellerin                                                                    | 61    |       |
| 8. September  | Hermann Pflaum                  | russischer Physiker, Naturforscher, Pädagoge und Hochschullehrer deutsch-baltischer Herkunft |       |       |
| 8. September  | Bernhard Ziehn                  | deutsch-amerikanischer Musiktheoretiker                                                      | 67    |       |
| 9. September  | Ernst Göler von Ravensburg      | deutscher Grundherr und Politiker, MdR                                                       | 75    |       |
| 9. September  | Wilhelmine Heimburg             | deutsche Schriftstellerin                                                                    | 64    |       |
| 9. September  | Alexander Watkins Terrell       | US-amerikanischer Jurist, Politiker und Offizier                                             | 84    |       |
| 9. September  | Jaroslav Vrchlický              | tschechischer Dichter und Übersetzer                                                         | 59    |       |
| 10. September | August von Bomsdorff            | preußischer Offizier, zuletzt General der Infanterie und Gouverneur von Berlin               | 69    |       |
| 10. September | Wilhelm Voelkl                  | österreichischer Politiker (DnP), Landtagsabgeordneter                                       | 50    |       |
| 11. September | Helmuth Dirckinck-Holmfeld      | deutsch-dänischer Maler                                                                      | 77    |       |
| 12. September | Edward A. Calahan               | US-amerikanischer Erfinder des Stock Tickers                                                 |       |       |
| 12. September | Pierre-Hector Coullié           | französischer Kardinal und Bischof                                                           | 83    |       |
| 12. September | Henri-Alexandre Danlos          | französischer Arzt und Dermatologe                                                           | 68    |       |
| 12. September | Stamat Ikonomow                 | bulgarischer Freiheitskämpfer                                                                | 46    |       |
| 12. September | Richard Wilson-Smith            | kanadischer Politiker                                                                        |       |       |
| 13. September | Jacob A. Beidler                | US-amerikanischer Politiker (Republikanische Partei)                                         | 59    |       |
| 13. September | Joseph Furphy                   | australischer Schriftsteller                                                                 | 68    |       |
| 13. September | Martin Kirschner                | deutscher Politiker, Oberbürgermeister von Berlin                                            | 69    |       |
| 13. September | Nogi Maresuke                   | General in der kaiserlich japanischen Armee                                                  | 62    |       |
| 14. September | Chris Forney                    | US-amerikanischer Tennisspieler                                                              | 34    |       |
| 14. September | Georg Landsberg                 | deutscher Mathematiker                                                                       | 47    |       |
| 15. September | Adolf Kayser                    | deutscher Verwaltungsbeamter und Reichstagsabgeordneter                                      | 83    |       |
| 16. September | Guillaume Ritter                | Schweizer Wasserbauingenieur und Architekt                                                   | 77    |       |
| 17. September | Charles Bilot                   | französischer Fußballspieler                                                                 | 29    |       |
| 18. September | Gustav Gäbel                    | deutscher Gutsbesitzer und Politiker, MdR                                                    | 63    |       |
| 18. September | Hernando Money                  | US-amerikanischer Politiker                                                                  | 73    |       |
| 19. September | Georg Geyer                     | österreichischer Landschaftsmaler                                                            | 89    |       |
| 19. September | Alfred von Rosen                | dänischer und preußischer Beamter                                                            | 87    |       |
| 20. September | Karl Allmenröder                | deutscher Geistlicher und Archivar                                                           | 83    |       |
| 21. September | William T. Davies               | US-amerikanischer Politiker                                                                  | 80    |       |
| 21. September | Hermann Dunger                  | deutscher Sprachpurist, Germanist und Lehrer                                                 | 69    |       |
| 23. September | Franz Joseph in Bayern          | Wittelsbacher                                                                                | 24    |       |
| 23. September | Maria Theresia von Spanien      | Infantin von Spanien                                                                         | 29    |       |
| 24. September | Chaim Berlin                    | Oberrabbiner von Moskau und Jerusalem                                                        |       |       |
| 24. September | Adolf Marschall von Bieberstein | deutscher Politiker, Außenminister, Botschafter, MdR                                         | 69    |       |
| 24. September | Georg Meisenbach                | Erfinder der Autotypie und des Druckrasters                                                  | 71    |       |
| 24. September | Peter von Radics                | österreichischer Historiker, Schriftsteller, Autor und Journalist                            | 75    |       |
| 25. September | Reinhold Hoffmann               | deutscher Unternehmer und Politiker (NLP), MdR                                               | 65    |       |
| 25. September | Louisa Twining                  | englisch-britische Philanthropin und Sozialreformerin                                        | 91    |       |
| 26. September | Emil Dietrich                   | deutscher Bauingenieur, Baubeamter und Hochschullehrer                                       |       |       |
| 27. September | Jules-Ernest Houssay            | französischer gallikanischer Bischof und Geistheiler                                         |       |       |
| 27. September | Hugo von Sommerfeld             | preußischer Verwaltungsbeamter und Regierungspräsident                                       | 79    |       |
| 28. September | John J. Patterson               | US-amerikanischer Politiker                                                                  | 82    |       |
| 29. September | Wilhelm Hering                  | deutscher Unternehmer und Mitglied der sächsischen Landtages                                 | 69    |       |
| 29. September | Franz Skutsch                   | deutscher Altphilologe                                                                       | 47    |       |
| 29. September | Jakob von Türk                  | deutscher, katholischer Hofgeistlicher in Bayern, geadelt                                    | 86    |       |
| 30. September | Thornton Chase                  | US-amerikanischer Autor                                                                      | 65    |       |